# Методий Стратиев
Методий Стратиев е български католически духовник, монах от Конгрегация на августино-успенците, титулярен диоклецианополски архиепископ, екзарх на Софийската екзархия, политзатворник по време на съдебни процеси срещу католически свещеници в България.

## Биография
Роден е със светското име Никола Димитров Стратиев на 11 януари 1916 година в село Срем. В родното си село завършва начално образование, след което през 1928 – 1931 г. продължава в Ямболската гимназия. След това учи 5 години във френския колеж „Свети Августин“ в Пловдив. На 6 октомври 1936 г. заминава за Франция за да постъпи в Монашеското общество на августино-успенците. На 21 ноември 1936 г. започва новициата при отците августино-успенци, получава расото и монашеско име – Методий. Едновременно учи в Семинарията за чуждестранни мисии в Нозероа. В периода 1937 – 1942 г. учи философия и богословие в Католическия институт в Париж, който е клон на Сорбоната. На 26 юли 1942 г. е ръкоположен за свещеник в Ордена на Августино-Успенците от епископ Пий Ньовьо (1877 – 1946).
В края на юли 1943 г. отец Методий се завръща в България. Става ректор на духовната семинария „Св. Йосиф“ и преподава френска литература в колежа „Св. Августин“ в Пловдив. Развива и активна публицистична дейност в българската католическа преса. На 18 май 1946 г. е преместен от епископа в източнокатоличеката енория „Св. св. Кирил и Методий“ в Ямбол, където става енорийски свещеник. Същевременно е настоятел на пансиона на отците августино-успенци в града.
На 11 юли 1952 г. след вечерната божествена литургия, милиционери и цивилни агенти на Държавна сигурност нахлуват в ямболската църква и арестуват отец Методий. С белезници на ръцете и с превързани очи, той е откаран незабавно в София. Следват дни на побоища, денонощни разпити, карцер, физически мъчения и морален тормоз. На съдебния фарс от 29 септември до 3 октомври 1952 г. отец Методий Стратиев получава присъда 14 години лишаване от свобода и пълна конфискация на имуществото. Присъдата излежава в затвора в Плевен, лагера в Белене, Пазарджишкия затвор, кариерата в Огняново и в Самоводенската каменоломна. С труда си отец Методий съкращава присъдата си от 14 на 11 години и е освободен през 1963 г.
На 28 април 1963 г. е номиниран за епископ-коадютор на Софийската Екзархия (помощник на Кирил Куртев) и титулярен епископ Диоклецианополски. Едва на 5 септември 1965 г. е ръкоположен за епископ от екзарх Кирил Куртев. След смъртта на епископ Куртев, епископ Методий ръководи Софийската Апостолическа Екзархия от 9 март 1971 до 5 септември 1995 г., когато папа Йоан Павел II приема оставката му. На 18 декември 1993 г. е номиниран за архиепископ ad personam.
На 12 май 2006 г., след кратко боледуване, в 21:54 ч. почива. Опелото се извършва на 14 май 2006 г. от екзарх Христо Пройков, в присъствието на епископ Георги Йовчев и апостолическия нунций архиепископ Джузепе Леанца в софийската катедрала „Успение Богородично“. Присъстват много вярващи. Погребан е същия ден в католическия парцел на Централното софийско гробище.